# Clara Egghart
Clara Egghart OP (* vor 1426 in Konstanz; † um 1470) war eine Nonne aus dem Dominikanerinnen-Kloster Töss.
Clara Egghart stammte aus den Konstanzer Patrizierfamilien Egghart (oder Egghartt) und Schanfigg. Als Tochter und Erbin des Säckelmeisters Konrad Egghart war sie vermögend und unterstützte das Kloster Töss.
Sie wurde erstmals 1426 als Schwester im Stift Töss erwähnt und lebte bis um 1470 dort. 1426 finanzierte sie eine Urkunde bei Papst Martin V., die dem Kloster Töss alle Freiheiten, Vorrechte und Steuerfreiheit gewährte. 1430 ermöglichte sie den Zukauf von Ländereien für 210 Gulden im benachbarten Wülflingen. Sie gilt als Stifterin des viermal vierzig Meter umfassenden Kreuzgangs, von dem lediglich noch ein Türsturz existiert mit der Inschrift „Anno domini 1400 im 69 iar ward der bu angehept“ und dem Wappen der Konstanzer Familien Egghart und Schanfigg.